# Wilhelm Twittenhoff
Wilhelm Twittenhoff (* 28. Februar 1904 in Werdohl, Westfalen; † 23. September 1969 in Köln) war ein deutscher Musikwissenschaftler und Musikpädagoge, der maßgeblich zum Aufbau des deutschen Musikschulwesens beitrug und an der Gründung zahlreicher Verbände im Nachkriegsdeutschland mitwirkte. Er veröffentlichte zahlreiche Schriften zum Musikschulwesen und zur musischen Bildung, aber auch eigene Kompositionen und Unterrichtsmaterialien für den Musikschulunterricht.

## Leben und Schaffen
Nach Abschluss einer kaufmännischen Lehre legte Twittenhoff im Jahre 1929 sein Privatmusiklehrerexamen im Musikseminar von Heinz Schüngeler in Hagen ab. Im Anschluss studierte er Musikwissenschaft, Philosophie und Soziologie an der Friedrich-Wilhelms-Universität Berlin und an der Universität Halle. Sein Studium schloss er mit einer Promotion zu den musiktheoretischen Schriften Joseph Riepels 1933 in Halle ab und war dann zunächst bis 1936 als Musikpädagoge an der durch Carl Orff und Dorothee Günther gegründeten und geleiteten Ausbildungsstätte vom Bund für freie und angewandte Bewegung e.V. in München tätig.
Twittenhoff war seit 1934 Mitglied der SA sowie seit 1937 Mitglied der NSDAP. Ab 1940 war er HJ-Obergefolgschaftsführer sowie Mitarbeiter der HA Musik im Kulturamt der Reichsjugendführung (RJF). Er war auch Mitarbeiter im HJ-Rundfunk, so 1939 beim Reichssender Leipzig.
Nach einer kurzen Lehrtätigkeit an der Hochschule für Lehrerbildung Hirschberg (Schlesien) wechselte er im Jahre 1937 an die Hochschule für Musik Weimar und wurde dort bereits 1938 Leiter des zweijährigen Lehrgangs für Volks- und Jugendmusikleiter. Mit Unterstützung des Hochschulrektors Paul Sixt wurde der Lehrgang ab 1942 zu einem dreijährigen „Seminar für Musikerzieher der HJ“ erweitert, das nun zusätzlich mit dem Privatmusiklehrerexamen abgeschlossen werden konnte und daher zu regulären Seminaren der Musikhochschulen gleichwertig war. Twittenhoff wurde im April 1943 zum Leiter des Seminars ernannt und im Juni 1944 offiziell als Studienrat vereidigt. Auch wenn er durch die Konzeption und Durchsetzung des Seminars maßgeblich zur Etablierung einer musikalischen Erziehung neben den allgemeinbildenden Schulen und den Privatmusiklehrern beigetragen hat, lag die Leitung faktisch stets bei Elfriede Thomas, da er selbst seit Dezember 1940 Kriegsdienst an der Nordsee leistete.
Im August 1940 leitete Twittenhoff zusammen mit Reinhold Heyden und Traute Standfuß in Prag die musikalische Schulung im Rahmen des Kulturpolitischen Arbeitslagers der Reichsjugendführung (RJF) für die Ostgebiete.
Nach dem sogenannten Anschluss Österreichs bauten die Nationalsozialisten das Steirische Musikschulwerk nach ideologischen Gesichtspunkten um und errichteten die Hochschule für Musikerziehung in Graz-Eggenberg, die als Ausbildungsstätte für HJ-Musikleiter konzipiert war. Direktor der Grazer Hochschule war von 1939 bis 1944 Felix Oberborbeck (NSDAP-Mitglied seit 1933), er und Twittenhoff kannten sich aus ihrer gemeinsamen Zeit in Weimar. Twittenhoff war „bei der ersten Zusammenkunft leitender Männer des Steirischen Musikschulwerks 1939 in St. Martin dabei“.
Nach seiner Rückkehr im September 1945, wurde er wegen seiner Mitgliedschaft in der NSDAP ab Mai 1937 und der Leitung des HJ-Seminars aus dem Staatsdienst entlassen. Nach seinem Einspruch und aufgrund des Einsatzes des neuen Weimarer Hochschulrektors Walter Schulz für den „exzellenten Fachmann“ erhielt er eine amtliche Bescheinigung, dass keine Bedenken gegen eine private Tätigkeit als Musiklehrer bestünden.
In den Folgejahren war Twittenhoff als Musikschullehrer in Welver bei Soest tätig und baute ab 1950 die Jugendmusikschule in Dortmund auf. Er setzte sich für die Errichtung weiterer Musikschulen in der jungen Bundesrepublik ein und veröffentlichte 1951 seine Schrift Neue Musikschulen, die Grundlage für die Gründung des Verbandes der Jugend- und Volksmusikschulen durch die seinerzeit zwölf Musikschulen in der Bundesrepublik und West-Berlin unter seinem Vorsitz im Jahre 1952 wurde. Von 1953 bis 1958 war er Leiter der Staatlichen Jugendmusikschule Hamburg, blieb jedoch noch bis Anfang 1969 Vorsitzender des Verbandes der Jugend- und Volksmusikschulen mit Sitz in Dortmund und wurde anschließend dessen Ehrenvorsitzender.
Twittenhoff war 1958 Gründungsdirektor der Musischen Bildungsstätte Remscheid (später Akademie Remscheid für musische Bildung und Medienerziehung), setzte sich in dieser Funktion weiter für die musische Bildung ein und unterstützte den Zusammenschluss von Verbänden in der Bundesvereinigung Musische Jugendbildung im Jahre 1963, deren Gründungsvorsitzender er wurde. Ferner war er Mitherausgeber der Zeitschrift Musik und Bildung.

## Werke (Auswahl)
- Einführung in das Schulwerk von Carl Orff, Schott, Mainz 1935.
- Neue Musikschulen. Eine Forderung unserer Zeit, Schott, Mainz 1952.
- Das erste Spiel auf der Schulflöte, Schott, Mainz 1952.
- Jugend und Jazz, Schott, Mainz 1953.
- Neue Musikschulen II. Die Jugendmusikschule in Idee und Wirklichkeit, Schott, Mainz 1956.
- Musische Bildung. Gedanken aus 20 Jahren, Schott, Mainz 1972. (posthum)